# Jiří Dienstbier junior

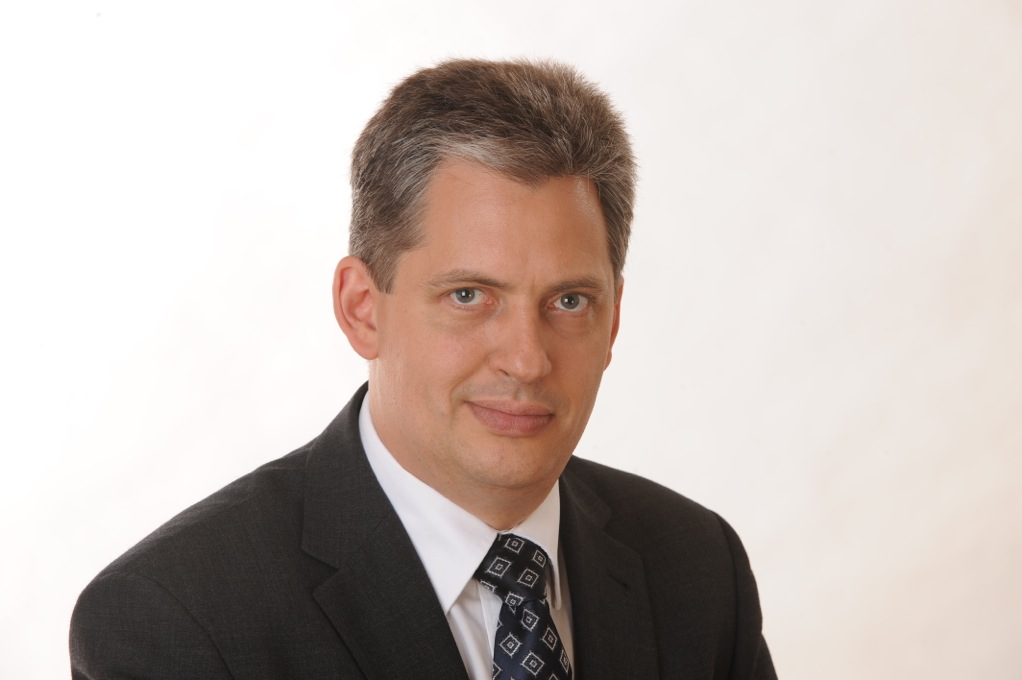
Jiří Dienstbier (2009)

Jiří Dienstbier junior (Washington D.C., 27 mei 1969) is een Tsjechisch sociaaldemocratisch politicus, senator en advocaat. Binnen de Tsjechische sociaaldemocratische partij is hij ondervoorzitter en maakt hij deel uit van het schaduwkabinet als minister van Justitie.
In maart 2011 werd hij in aanvullende verkiezingen voor de Tsjechische senaat (het hogerhuis van het Tsjechische parlement) verkozen in het district 30 (Kladno). Deze aanvullende verkiezingen werden georganiseerd nadat zijn vader met dezelfde naam (onder meer bekend als de voormalige minister van Buitenlandse Zaken van Tsjechië) overleed als zetelend senator.
Jiří Dienstbier was officieel kandidaat om president van Tsjechië te worden, maar verloor van Miloš Zeman. In Tsjechië werd in 2013 voor de allereerste keer de president rechtstreeks verkozen en niet meer door het parlement als voorheen.

## Levensloop
Jiří Dienstbier junior werd in de familie van de mensenrechtenactivisten Jiří Dienstbier en Zuzuana Dienstbierová (Charta 77-signateurs) geboren en werd vanaf zijn geboorte aan de onderdrukking van het totalitaire systeem blootgesteld. Jiří Dienstbier woont samen met zijn partner Jarka, met wie hij een volwassen zoon heeft, eveneens luisterend naar de naam Jiří.

## Rol in de Fluwelen Revolutie
In 1989 was hij als student op de Tsjechische Technische Universiteit (ČVUT) stichtend lid van de studentenbeweging STUHA. Deze beweging stond onder meer achter de studentendemonstraties op 17 november 1989, die door de politie neer waren geslagen maar uiteindelijk zouden leiden tot de Fluwelen Revolutie in Tsjecho-Slowakije.
In de eerste vrije verkiezingen in 1990 stelde hij zich als student kandidaat voor het Burgerforum en werd hij als volksvertegenwoordiger in het Tsjechoslowaakse parlement verkozen. Nadien was hij actief als advocaat en in de Praagse gemeentepolitiek tot zijn verkiezing als senator in 2011.
- Gemeinsame Normdatei: 1048422313
- International Standard Name Identifier: 0000 0000 9168 1040
- Nationale Bibliotheek van Tsjechië: jo2010589226
- Virtual International Authority File: 134170579
- WorldCat: E39PBJtmyD6VfBG6XKRRXVxYyd